# باولو روزاليس
باولو روزاليس (بالإسبانية: Paulo Rosales)‏ (10 يناير 1984 بكوسكيون في الأرجنتين - ) هو لاعب كرة قدم أرجنتيني في مركز الوسط. لعب مع أوليمبو وأوليمبياكوس فولو وإنديبندينتي وسانتياغو واندررز ونادي باهيا ونيولز أولد بويز ويونيون دي سانتا في وتاليريس كوردوبا ويونيون لا كاليرا.

## وصلات خارجية
- باولو روزاليس على موقع قاعدة بيانات كرة القدم.إي يو (الإنجليزية)
- باولو روزاليس على موقع Soccerway.com (الإنجليزية)
- باولو روزاليس على موقع AS.com (الإسبانية)